# Нарака (индуизм)
Нарака (санскр. नरक) — в индийской мифологической космографии ад, расположенный глубоко под землёй, ниже подземного царства Паталы; область мрака и ужаса, где души умерших (питри) подвергаются разным мучениям.
«Ману» перечисляет двадцать один, а более поздняя «Вишну-пурана» — двадцать восемь отделов Нараки; в последнем тексте описываются и разные роды преступлений и наказаний, соответствующих каждому отделу.